# Lisa Heiseler
Lisa Heiseler (* 29. Juni 1998 in Berlin) ist eine deutsche Fußballspielerin und steht zurzeit bei der Frauenmannschaft des 1. FC Union Berlin unter Vertrag.

## Karriere

### Vereine
Lisa Heiseler begann ihre Fußballkarriere bei 1. FC Union Berlin in der U17 und spielte seit 2015 in der 1. und der 2. Frauenmannschaft des Vereins. Seit 2019 ist sie im Kader der 1. Mannschaft, deren Kapitänin sie seit 2023 ist.
In der Saison 2023/24 stieg sie mit dem 1. FC Union Berlin von der Regionalliga in die 2. Bundesliga und in der Saison 2024/25 von dort direkt in die Frauen-Bundesliga auf. Zudem wurde sie in der Saison 2024/25 mit 22 Toren Torschützenkönigin der 2. Bundesliga.